# 短額長翅尖胸沫蟬
短額長翅尖胸沫蟬（学名：Aphrophora habonis）为尖胸沫蟬科尖胸沫蟬屬下的一个种。